# Hipolit Kownacki
Tymoteusz Hipolit Symforian Kownacki (ur. 21 sierpnia 1761 w Sławkowie lub w Wysocicach; zm. 28 marca 1854 w Warszawie) – przedsiębiorca hutniczy, geolog i historyk, członek przybrany Towarzystwa Królewskiego Przyjaciół Nauk w Warszawie w 1829 roku. 

## Życiorys
Był synem Franciszka i Marianny z Piegłowskich. Jego ojciec był dzierżawcą dóbr klucza sławkowskiego. Pochodził ze średnio zamożnej szlachty herbu Suchekomnaty. W półroczu zimowym 1773/74 ukończył naukę w Akademii Krakowskiej. W latach 1785–1790 prowadził w Sławkowie hutę rudy ołowianej (z domieszką srebrnej). Na podstawie swych doświadczeń w prowadzeniu huty wydał w 1791 roku pracę O starożytności kopalni kruszców, wyrabiania metallów, czyli robót górniczych w kluczu sławkowskim i całej okolicy graniczącej ze Śląskiem znajdujących się... W 1792 wydał pracę Gór związki i własności w powszechności, a gór Sławkowskich i Olkuskich właściwości i produkta w szczególności. W 1790 lub 1791 dostał się na dwór prymasa Michała Poniatowskiego i związał się z rodziną królewską. Po klęsce Napoleona przebywał od 9 lipca 1813 w Dreźnie jako przedstawiciel Potockich do spraw związanych z ekshumacją księcia Józefa Poniatowskiego. Jego najcenniejsze prace historyczne opublikowane zostały w „Pamiętniku Warszawskim” z lat 1817-1821. Zmarł w Warszawie 28 marca 1854, pochowany w Wilanowie.

## Prace
- O starożytności kopalni kruszców, wyrabiania metallów, czyli robót górniczych w kluczu sławkowskim i całej okolicy graniczącej ze Śląskiem znajdujących się..., Warszawa 1791.